# Orzechów (powiat radomszczański)
Orzechów – wieś w Polsce, położona w województwie łódzkim, w powiecie radomszczańskim, w gminie Kobiele Wielkie, w dolinie rzeczki Orzechówki, na skraju zwartego kompleksu lasów radomszczańskich, na tzw. Wzgórzach Radomszczańskich. 
W latach 1954–1958 wieś należała i była siedzibą władz gromady Orzechów, po jej zniesieniu w gromadzie Strzałków. W latach 1975–1998 wieś należała administracyjnie do województwa piotrkowskiego.
Wieś w przeszłości (za I Rzeczypospolitej) zwana Orzechowem Królewskim, a po drugim rozbiorze, kiedy władze pruskie dobra upaństwowiły oraz za Królestwa Polskiego – Orzechowem Rządowym.

## Historia
Pierwsza wzmianka źródłowa dotycząca miejscowości pochodzi z 1388 r. i dotyczy sporu sądowego o przebieg granic pomiędzy Orzechowem a Orzechówkiem, a konkretnie obu brzegów rzeczki Orzechówki, przepływającej pomiędzy nimi. Spór sądowy wiedli Piotr Kolano – sołtys wsi królewskiej Orzechów z Albertem i Wawrzyńcem – właścicielami wsi Orzechówek. Powodem sporu było prawo do wykopania stawu rybnego, wykonania zastawek i wybudowania młyna. Bez prawa do dysponowania obu brzegami rzeczki, nikt z właścicieli którejkolwiek ze wsi, nie mógł poczynić ww. niezbędnych przedsięwzięć gospodarczych. Ostatecznie spór wygrał sołtys Orzechowa, gdyż w 1397 r. sołtys z Ulesia (prawdopodobnie tożsamy z Piotrem Kolano), sprzedał młyn w Orzechowie Mikołajowi z Michałowa. W 1411 r. właściciel sąsiedniego Strzałkowa Leonard z Nowaków Strzałkowski, tworząc prebendę kościelną na uposażenie kanoników gnieźnieńskich herbu Poraj, włączył do niej sołectwo wsi królewskiej Orzechów wraz z młynem do tegoż sołectwa należącym. Wieś królewska w tenucie radomszczańskiej w powiecie radomszczańskim województwa sieradzkiego w końcu XVI wieku. Z upływem czasu, powstała osada młynarska otrzymała nazwę Soczewka (bądź Secówka). Wspomina się o niej również w lustracjach dóbr królewskich z l. 1616-1620, 1628-1632, 1659-1665, w 1765 r. i 1789 r. W XVIII w. młynarzami na Secówce była jedna z gałęzi dużego rodu młynarskiego Brel zw. Rozpędzkimi. Po nich młyn przejęli Kochowscy zw. Wrona lub Wrońscy, Miedzińscy, w I poł. XIX ponownie Brelowie (z linii kijowskiej), Brzezińscy, Śliwakowscy i Plucińscy. Szczegółowy opis dworu królewszczyzny w Orzechowie i młyna zw. Secówka zamieszczono w dwóch ostatnich lustracjach dóbr z 1765 r. i 1789 r. W 1827 r. w Orzechowie było 24 domostwa i 138 mieszkańców, a w 1886 r. były 33 domostwa, 282 mieszkańców i 360 mórg ziemi uprawianej przez włościan, podczas gdy w tym czasie folwark liczył sobie 1 domostwo, 9 mieszkańców i 90 mórg ziemi, ponadto w Orzechowie odnotowano 8 osad z 26 mieszkańcami i 89 morgami ziemi.